# Martyna Kubka
Martyna Kubka (ur. 19 kwietnia 2001 w Zielonej Górze) – polska tenisistka, medalistka mistrzostw Polski.

## Kariera tenisowa
W 2018 roku została halową mistrzynią Polski juniorów w grze podwójnej dziewcząt.
W 2019 roku w parze z Weroniką Baszak zajęły pierwsze miejsce w grze podwójnej podczas mistrzostw Europy juniorów. W tym samym roku, startując w parze z Weroniką Falkowską, zwyciężyła w mistrzostwach Polski, w finale pokonując Darię Kuczer oraz Anastasiję Szoszynę 6:0, 6:2.
W 2020 roku zdobyła srebrny medal mistrzostw Polski w grze podwójnej, tym razem startując w parze z Magdaleną Fręch. W 2020 roku została też brązową medalistką drużynowych mistrzostw Polski razem z klubem CKT Grodzisk Mazowiecki.
Ponownie wicemistrzynią kraju w deblu została w 2021 roku, kiedy wspólnie z Paulą Kanią-Choduń przegrały w ostatnim spotkaniu z Weroniką Falkowską i Katarzyną Kawą 5:7, 0:6.
W 2022 roku podczas mistrzostw Polski przegrała w finale gry pojedynczej z Magdaleną Fręch 0:6, 4:6, zostając wicemistrzynią kraju.

## Życie prywatne
Jej rodzicami są strzelcy sportowi, olimpijczycy Małgorzata Książkiewicz i Jacek Kubka.

## Finały turniejów WTA 125
| Legenda                   | Legenda |
| ------------------------- | ------- |
| Wielki Szlem              |         |
| Igrzyska olimpijskie      |         |
| WTA Tour Championships    |         |
| od 2021                   |         |
| WTA 1000 (obowiązkowe)    |         |
| WTA 1000 (nieobowiązkowe) |         |
| WTA 500                   |         |
| WTA 250                   |         |
| WTA 125                   |         |

### Gra podwójna 2 (1–1)
| Końcowy wynik | Nr | Data            | Turniej  | Nawierzchnia | Partnerka          | Przeciwniczki                       | Wynik finału |
| ------------- | -- | --------------- | -------- | ------------ | ------------------ | ----------------------------------- | ------------ |
| Zwyciężczyni  | 1. | 26 lipca 2024   | Warszawa | Twarda       | Weronika Falkowska | Céline Naef Nina Stojanović         | 6:4, 7:6(5)  |
| Finalistka    | 1. | 1 sierpnia 2025 | Warszawa | Twarda       | Isabelle Haverlag  | Weronika Falkowska Dominika Šalková | 2:6, 1:6     |

## Finały turniejów rangi ITF
| turnieje z pulą nagród 100 000 $ (W100)  |
| turnieje z pulą nagród 80 000 $ (W80)    |
| turnieje z pulą nagród 60 000 $ (W75)    |
| turnieje z pulą nagród 40 000 $ (W50)    |
| turnieje z pulą nagród 25/30 000 $ (W35) |
| turnieje z pulą nagród 15 000 $ (W15)    |

### Gra pojedyncza 7 (3–4)
| Rezultat     |    | Data       | Turniej        | ($)    | Naw.          | Przeciwniczka        | Wynik         |
| Finalistka   | 1. | 20/09/2020 | Santarém       | 15 000 | Twarda        | Beatriz Haddad Maia  | 0:6, 0:6      |
| Zwyciężczyni | 1. | 01/10/2023 | Szarm el-Szejk | 15 000 | Twarda        | Katarína Kužmová     | 6:3, 6:0      |
| Finalistka   | 2. | 29/10/2023 | Stambuł        | 25 000 | Twarda        | Anastasia Kulikova   | 4:6, 6:3, 1:6 |
| Finalistka   | 3. | 02/12/2023 | Sëlva          | 25 000 | Twarda (hala) | Julie Štruplová      | 2:6, 2:6      |
| Finalistka   | 4. | 09/06/2024 | La Marsa       | 40 000 | Twarda        | Gao Xinyu            | 7:5, 3:6, 3:6 |
| Zwyciężczyni | 2. | 02/03/2025 | Leimen         | 15 000 | Twarda (hala) | Anastasia Kulikova   | 6:4, 7:6(5)   |
| Zwyciężczyni | 3. | 01/06/2025 | Kayseri        | 15 000 | Twarda        | Valentina Mediorreal | 7:5, 6:2      |

### Gra podwójna 38 (24–14)
| Rezultat     |     | Data       | Turniej               | ($)      | Naw.          | Partnerka                | Przeciwniczki                              | Wynik             |
| Finalistka   | 1.  | 11/08/2018 | Warszawa              | 25 000   | Ceglana       | Stefania Rogozińska-Dzik | Maja Chwalińska Daria Kuczer               | 6:3, 6:7(5), 1–10 |
| Finalistka   | 2.  | 10/08/2019 | Warszawa              | 60 000   | Ceglana       | Weronika Falkowska       | Maja Chwalińska Ulrikke Eikeri             | 4:6, 1:6          |
| Zwyciężczyni | 1.  | 28/09/2019 | Antalya               | 15 000   | Twarda        | Weronika Falkowska       | Rina Saigo Yukina Saigo                    | 5:7, 6:4, 10–8    |
| Zwyciężczyni | 2.  | 26/10/2019 | Szarm el-Szejk        | 15 000   | Twarda        | Weronika Falkowska       | Elena-Teodora Cadar Jelena Stojanovic      | 7:5, 6:1          |
| Finalistka   | 3.  | 25/01/2020 | Lipawa                | 15 000   | Twarda (hala) | Weronika Falkowska       | Katierina Pawlenko Jekatierina Szalimowa   | 6:4, 3:6, 10–12   |
| Finalistka   | 4.  | 20/09/2020 | Santarém              | 15 000   | Twarda        | Wałerija Strachowa       | Francisca Jorge Olga Parres Azcoitia       | 2:6, 3:6          |
| Zwyciężczyni | 3.  | 17/10/2020 | Szarm el-Szejk        | 15 000   | Twarda        | Wyktoryja Dema           | Emily Arbuthnott Freya Christie            | 6:4, 6:3          |
| Finalistka   | 5.  | 21/11/2020 | Haabneeme             | 15 000   | Twarda (hala) | Emily Appleton           | Justina Mikulskytė Lexie Stevens           | 2:6, 1:6          |
| Zwyciężczyni | 4.  | 29/05/2021 | Szymkent              | 15 000   | Ceglana       | Żybek Kułambajewa        | Jekatierina Rejngold Jekatierina Szalimowa | 7:6(3), 5:7, 10–8 |
| Zwyciężczyni | 5.  | 05/06/2021 | Szymkent              | 15 000   | Ceglana       | Żybek Kułambajewa        | Jekatierina Rejngold Jekatierina Szalimowa | 6:4, 6:4          |
| Zwyciężczyni | 6.  | 03/07/2021 | Wrocław               | 25 000   | Ceglana       | Anna Hertel              | Nuria Brancaccio İpek Öz                   | 6:7(2), 6:3, 10–7 |
| Zwyciężczyni | 7.  | 04/09/2021 | Wiedeń                | 25 000   | Ceglana       | Carolina Alves           | Erika Andriejewa Jekatierina Kazionowa     | 6:7(1), 6:4, 10–7 |
| Zwyciężczyni | 8.  | 24/10/2021 | Karaganda             | 25 000   | Twarda (hala) | Żybek Kułambajewa        | Tamara Čurović Elena Malõgina              | 7:5, 6:4          |
| Finalistka   | 6.  | 19/06/2022 | Pörtschach            | 25 000   | Ceglana       | Caijsa Hennemann         | Michaela Bayerlova Tina Cvetkovic          | 3:6, 3:6          |
| Zwyciężczyni | 9.  | 26/06/2022 | Ystad                 | 25 000   | Ceglana       | Caijsa Hennemann         | Ashley Lahey Lisa Zaar                     | 4:6, 7:5, 10-7    |
| Finalistka   | 7.  | 02/10/2022 | Austin                | 25 000   | Twarda        | Ashley Lahey             | Elysia Bolton Jamie Loeb                   | 3:6, 3:6          |
| Finalistka   | 8.  | 28/10/2022 | Loughborough          | 25 000   | Twarda        | Elena Malygina           | Joanna Garland Gabriela Knutson            | 3:6, 3:6          |
| Finalistka   | 9.  | 13/05/2023 | Båstad                | 25 000   | Ceglana       | Żybek Kułambajewa        | Jenny Duerst Fanny Ostlund                 | 4:6, 7:6(3), 7-10 |
| Zwyciężczyni | 10. | 20/05/2023 | Kuršumlijska Banja    | 25 000   | Ceglana       | Żybek Kułambajewa        | Alexandra Azarko Victoria Borodulina       | 6:3, 6:3          |
| Zwyciężczyni | 11. | 02/09/2023 | Praga                 | 60 000   | Ceglana       | Żybek Kułambajewa        | Angelica Moratelli Camilla Rosatello       | 7:6(3), 6:4       |
| Zwyciężczyni | 12. | 08/10/2023 | Reims                 | 25 000   | Twarda        | Lisa Zaar                | Julia Awdiejewa Anna Czekanskaja           | 6:3, 6:2          |
| Zwyciężczyni | 13. | 20/10/2023 | Cherbourg-en-Cotentin | 25 000   | Twarda (hala) | Żybek Kułambajewa        | Yasmine Mansouri Lara Salden               | 6:0, 6:3          |
| Zwyciężczyni | 14. | 01/12/2023 | Sëlva                 | 25 000   | Twarda (hala) | Jasmijn Gimbrère         | Bojana Marinković Marie Weckerle           | 6:1, 6:4          |
| Finalistka   | 10. | 02/03/2024 | Helsinki              | 25 000   | Twarda (hala) | Walendini Gramatikopulu  | Laura Hietaranta Linda Klimovičová         | 3:6, 1:6          |
| Zwyciężczyni | 15. | 09/03/2024 | Solarino              | 25 000   | Dywanowa      | Tsao Chia-yi             | Katarina Kozarov Weronika Mirosznyczenko   | 6:4, 6:2          |
| Zwyciężczyni | 16. | 17/03/2024 | Solarino              | 25 000   | Dywanowa      | Weronika Falkowska       | Feng Shuo Stephanie Visscher               | 5:7, 6:1, 11–9    |
| Zwyciężczyni | 17. | 06/04/2024 | Pula                  | 25 000   | Ceglana       | Sapfo Sakellaridi        | Anastasia Abbagnato Eva Vedder             | 6:3, 3:6, 10–6    |
| Zwyciężczyni | 18. | 27/04/2024 | Pula                  | 25 000   | Ceglana       | Eva Vedder               | Eleni Christofi Sapfo Sakellaridi          | 7:5, 6:3          |
| Zwyciężczyni | 19. | 28/06/2024 | Palma del Río         | 40 000   | Twarda        | Lara Salden              | Rutuja Bhosale Sophie Chang                | 6:2, 6:1          |
| Zwyciężczyni | 20. | 13/07/2024 | Corroios              | 40 000   | Twarda        | Anna Rogers              | Matilde Jorge Elena Micic                  | 6:1, 6:4          |
| Zwyciężczyni | 21. | 16/08/2024 | Ourense               | 40 000   | Twarda        | Lara Salden              | Matilde Jorge Anna Rogers                  | 3:6, 6:3, 10–8    |
| Finalistka   | 11. | 27/10/2024 | Poitiers              | 60 000+H | Twarda (hala) | Conny Perrin             | Anna-Lena Friedsam Céline Naef             | 4:6, 1:6          |
| Zwyciężczyni | 22. | 29/11/2024 | Sëlva                 | 40 000   | Twarda (hala) | Lisa Zaar                | Carolina Kuhl Mia Ristić                   | 6:3, 6:0          |
| Zwyciężczyni | 23. | 14/12/2024 | Szarm el-Szejk        | 25 000   | Twarda        | Katarína Kužmová         | Varvara Panshina Daria Zelinska            | 6:2, 7:6(2)       |
| Finalistka   | 12. | 08/02/2025 | Leszno                | 60 000   | Twarda (hala) | Weronika Falkowska       | Ivana Šebestová Cody Wong                  | 4:6, 6:1, 4–10    |
| Finalistka   | 13. | 21/02/2025 | Manchester            | 30 000   | Twarda (hala) | Weronika Falkowska       | Ariana Arseneault Anna Rogers              | 7:6(5), 1:6, 8–10 |
| Finalistka   | 14. | 08/03/2025 | Helsinki              | 30 000   | Twarda (hala) | Ayla Aksu                | Laura Hietaranta Ella McDonald             | 3:6, 4:6          |
| Zwyciężczyni | 24. | 05/04/2025 | Nantes                | 40 000   | Twarda (hala) | Lisa Zaar                | Sofia Costoulas Talia Gibson               | 6:3, 6:2          |